# Hamilton Canucks
Hamilton Canucks byl profesionální kanadský klub ledního hokeje, který sídlil v Hamiltonu v provincii Ontariu. V letech 1992–1994 působil v profesionální soutěži American Hockey League. Canucks ve své poslední sezóně v AHL skončily v osmifinále play-off. Své domácí zápasy odehrával v hale FirstOntario Centre s kapacitou 17 383 diváků. Klubové barvy byly žlutá a černá.
Zanikl v roce 1994 přestěhováním do Syracuse, kde byl založen tým Syracuse Crunch. Klub byl během své existence farmou Vancouveru Canucks.

## Umístění v jednotlivých sezonách
Stručný přehled
Zdroj: 
- 1992–1994: American Hockey League (Jižní divize)

Jednotlivé ročníky
Zdroj: 
Legenda: Z - zápasy, V - výhry, VP - výhry v prodloužení, R - remízy, P - porážky, PP - porážky v prodloužení, VG - vstřelené góly, OG - obdržené góly, +/- - rozdíl skóre, B - body, fialové podbarvení - reorganizace, změna skupiny či soutěže
| USA / Kanada (1992 – 1994) |                    |        |    |    |    |   |    |    |     |     |     |    |        |            |
| Sezóny                     | Liga               | Úroveň | Z  | V  | VP | R | PP | P  | VG  | OG  | +/- | B  | Pozice | Play-off   |
| 1992/93                    | AHL (Jižní divize) | 2      | 80 | 29 | –  | 6 | –  | 45 | 284 | 327 | -43 | 64 | 6.     | –          |
| 1993/94                    | AHL (Jižní divize) | 2      | 80 | 36 | –  | 7 | –  | 37 | 302 | 305 | -3  | 79 | 2.     | Osmifinále |